# Акроціаноз
Акроціаноз (периферійний ціаноз) — це стійке синє або ціанотичне забарвлення периферичних ділянок тіла людини. Зустрічається на шкірі рук та стоп, дистальних відділах обличчя. Хоча акроціаноз описаний вперше понад 100 років тому і не рідкість у медичній практиці, природа цього явища повністю ще невизначена. 
Сам термін «акроціаноз» часто застосовується неадекватно у випадках, коли відзначається синя зміна кольору рук, ніг або частин обличчя. Основною (первинною) формою акроціанозу є доброякісний косметичний стан іноді спричинений відносно доброякісним нейрогормональним розладом. Незалежно від причини, доброякісна форма, як правило, не вимагає медичного лікування. Невідкладна медична допомога може знадобитись, якщо кінцівки перебували тривалий період часу під впливом холоду, особливо у дітей та пацієнтів із поганим загальним станом здоров'я.

## Ознаки та симптоми
Акроціаноз характеризується периферійним ціанозом: стійким ціанозом шкіри рук, ніг або обличчя. Кінцівки часто холодні та липкі і можуть мати різного ступеня вираженості набряки (особливо в теплу погоду). На долонях і підошвах спостерігається різної інтенсивності потовиділення — від помірно вологого до рясного, але периферичний пульс повинен мати нормальну частоту, ритм та якість. Вплив низьких температур посилює ціаноз, в той час як потепління зменшує прояви. Окрім зміни кольору у пацієнтів, як правило, протікає безсимптомно, тому загалом майже не виникає супутнього болю. Власне зміна кольору є тією причиною, що спонукає пацієнтів звертатися за медичною допомогою чи консультацією.

## Патофізіологія
Точний механізм акроціанозу невідомий. Сучасна уявлення полягає в тому, що спазми судин в шкірних артеріях та артеріолах викликають ціанотичне забарвлення, тоді як компенсаторна дилатація в посткапілярних венулах викликає потовиділення. Також відбувається шунтування артеріовенозного субпапілярного сплетення. Постійне звуження судин на прекапілярному сфінктері створює місцеве гіпоксичне середовище, вивільняючи таким чином аденозин у капілярному руслі. Вазоспазми пришвидшують потрапляння аденозину в капілярне русло, де він розширює посткапілярні венули. Такі відмінності в тонусі судин створюють протитокову систему обміну, яка намагається утримувати тепло. Тоді рясне потовиділення буде спричинене перевантаженою протитоковою системою обміну. На додаток до аденозину, інші гормони можуть сприяти акроціанозу, зокрема підвищення рівня серотоніну (в крові). Схоже, цей механізм, підтверджує тематичні дослідження, які повідомляють про акроціаноз, як про незвичний побічний ефект для педіатричних пацієнтів, які приймають трициклічні антидепресанти, оскільки ці ліки можуть інгібувати зворотне захоплення серотоніну і таким чином підвищувати їх концентрацію в крові. Також є інші повідомлення про акроціаноз з багатьма іншими ліками та речовинами.

## Діагностика
Акроціаноз діагностується клінічно на підставі історії хвороби та фізичного обстеження; лабораторні або -графічні дослідження не потрібні. Нормальний периферичний пульс дає змогу виключити оклюзійне захворювання периферичних артерій, де звуження артерій обмежує приплив крові до кінцівок. Пульсоксиметрія покаже нормальне насичення киснем. На відміну від близькоспорідненого захворювання Рейно, ціаноз постійно наявний. Крім того, зазвичай немає пов'язаних трофічних змін шкіри, локалізованого болю або виразок. Капіляроскопія та інші лабораторні методи можуть бути корисними, але лише доповнюють клінічний діагноз у незрозумілих випадках, особливо коли можуть бути захворювання сполучної тканини.

## Диференційна діагностика
Є також ряд інших станів, які впливають на руки, стопи та частини обличчя з супутньою зміною забарвлення чи відтінку шкіри, які повинні бути диференційовані від акроціанозу: хвороба Рейно, chilblains, acrorygosis, erythromelalgia, синдрому синього пальця, сирінгомієлія, Синдром Гудпасчера, вегетативний невроз чи серецево-судинні захворювання у дітей. Діагноз може бути складним у деяких випадках, особливо коли ці синдроми існують одночасно.
Акроціаноз може бути ознакою більш серйозних медичних проблем, таких як захворювання сполучної тканини та захворювання, пов'язані з центральним ціанозом. Інші причинно-наслідкові стани включають інфекції, токсичність, антифосфоліпідний синдром, кріоглобулінемію, новоутворення. У цих випадках спостерігаються шкірні зміни відомі як «вторинний акроціаноз». Вони можуть мати менш симетричний розподіл і можуть бути пов'язані з болем і втратою тканин.
Обмороження відрізняється від акроціанозу тим, що біль (через термічні ноцицептори) часто супроводжує перший стан, тоді як останній дуже рідко асоціюється з болем.

## Лікування
Стандартного медичного чи хірургічного лікування акроціанозу не існує, і лікування, крім заспокоєння та уникнення застуди, зазвичай є непотрібним. Пацієнта запевняють, що серйозних захворювань немає.
Симпатектомія полегшить периферійний ціаноз за рахунок руйнування нервових волокон симпатичної нервової системи в відповідній ділянці. Однак, така екстремальна процедура рідко доречна. Лікування вазоактивними препаратами не рекомендується, але традиційно згадується як необов'язкове. Існує мало, якщо взагалі є, емпіричних доказів ефективності вазоактивних препаратів (α-адренергічних блокаторів або блокаторів кальцієвих каналів).

## Прогноз
Хоча лікування акроціанозу не існує, у інших випадках пацієнти мають чудовий прогноз. Якщо акроціаноз не є наслідком іншого стану (наприклад, злоякісне утворення, антифосфоліпідний синдром, атеросклероз, гостра ішемічна кінцівка, бактеріальний ендокардит), не виникає пов'язаного підвищеного ризику захворювання або смерті, а також відсутні відомі ускладнення. Окрім зміни кольору, інших симптомів немає. Пацієнти можуть розраховувати на нормальне життя. При вторинному акроціанозі лікування первинного стану визначає результати.

## Епідеміологія
Хоча остаточних звітів про його частоту немає, акроціаноз показує більшу поширеність у дітей та молодих людей, у порівнянні із пацієнтами віком після 30 років. Епідеміологічні дані свідчать про те, що холодний клімат, заняття на свіжому повітрі та низький індекс маси тіла є важливими факторами ризику розвитку акроціанозу. Як і очікувалось, акроціаноз буде більш поширеним серед жінок, ніж серед чоловіків, через різницю в ІМТ (англ.BMI). Однак частота розвитку акроціанозу зменшується із збільшенням віку, незалежно від регіонального клімату. Він повністю проходить у багатьох жінок після менопаузи, що доводить значний гормональний вплив.

## У новонародженого
Акроціаноз поширений спочатку після пологів у недоношених та доношених новонароджених. Втручання, як правило, не потрібно, оскільки це розглядається як звичний симптом. Акроціаноз може також повернутися у новонародженого, якщо дитині холодно, наприклад, після ванни, і це також вважається нормою.

## Дивитися також
- Ціаноз
- Перніо (Chilblains)
- Оклюзійне захворювання периферичних артерій
- Хвороба Рейно
- Обмороження